# Гневът на титаните
„Гневът на титаните“ (на английски: Wrath of the Titans) е екшън фентъзи от 2012 година и е продължение на „Сблъсъкът на титаните“ през 2010 година. Във филма участват Сам Уъртингтън, Розамунд Пайк, Бил Наи, Едгар Рамирес, Тоби Кебъл, Дани Хюстън, Ралф Файнс и Лиъм Нийсън, режисьор е Джонатан Либесман, сценарият е написан от Дан Мазу и Дейвид Лесли Джонсън, а сюжета е написан от Грег Берланти.
В България филмът е пуснат на същата дата (както премиерата в САЩ) от Александра Филмс.
На 13 август 2012 г. е пуснат на DVD и Blu-ray от PRO Video SRL чрез Филм Трейд.